# クエルシトール
クエルシトール (Quercitol) または5-デオキシイノシトール (5-Deoxyinositol) は、シクリトールの一種である。オーク樽でエイジングしたワインの中に見られる。また、オークやホウライアオカズラでも見られる。クェルセチンのシノニムであるクエルセトールとは異なる。